# 2001年ベライゾン・テニスチャレンジ
2001年ベライゾン・テニスチャレンジ（英語：2001 Verizon Tennis Challenge）は、アメリカ合衆国ジョージア州アトランタにあるアトランタ・アスレティッククラブにて、2001年4月23日から4月29日にかけて開催された男子プロテニスツアーのATPインターナショナルシリーズトーナメント大会である。サーフェスは屋外クレーコート。

## シード選手
| 選手                   | 国             | ランキング* | シード |
| ---------------------- | -------------- | ----------- | ------ |
| アンドレ・アガシ       | アメリカ       | 3           | 1      |
| トッド・マーティン     | アメリカ       | 32          | 2      |
| マイケル・チャン       | アメリカ       | 33          | 3      |
| ライナー・シュットラー | ドイツ         | 45          | 4      |
| アンドリュー・イリー   | オーストラリア | 57          | 5      |
| ジェローム・ゴルマール | フランス       | 63          | 6      |
| オリビエ・ロクス       | ベルギー       | 72          | 7      |
| マグヌス・グスタフソン | スウェーデン   | 76          | 8      |

- 2001年4月16日付けのランキングに基づく。

## 主催者推薦
以下の3名が主催者推薦で本戦に出場した。
- アンディ・ロディック
- ボブ・ブライアン
- マイケル・チャン

## 予選勝者
以下の4名が予選を勝ち上がり本選に出場した。
- アンドレ・サ
- マルティン・ロドリゲス
- ミハル・タバラ
- ニコラ・トーマン

## 優勝

### シングルス
アンディ・ロディック def.  グザビエ・マリス 6-2, 6-4
- ロディックにとってキャリア初、今シーズン最初のシングルスタイトル獲得となった[1]。またロディックの19歳3ヶ月でのツアーシングルス優勝は、アメリカ人男子としては1992年2月のSAPオープンで当時19歳11ヶ月のマイケル・チャンが優勝して以来の10代優勝となった[2]。

### ダブルス
マヘシュ・ブパシ /  リーンダー・パエス def.  リック・リーチ /  デビッド・マクファーソン 6-3, 7–6(7)